# 費爾芒特 (印地安納州)
費爾芒特（英語：Fairmount）是一個位於美國印地安納州格蘭特縣的城鎮。

## 人口
根據2010年美國人口普查的數據，費爾芒特的面積為4.11平方千米，當中陸地面積為4.11平方千米，而水域面積為0.00平方千米。當地共有人口2,954人，而人口密度為每平方千米719人。